# املج (سرار)

تعديل مصدري - تعديل

املج هي إحدى قرى عزلة سرار بمديرية سرار التابعة لمحافظة أبين، بلغ تعداد سكانها 50 نسمة حسب تعداد اليمن لعام 2004.